# Émile Garçon
Pour les articles homonymes, voir Garçon (homonymie).
Émile Auguste Garçon, né à Poitiers le 26 septembre 1851 et mort à Paris le 12 juillet 1922, était un juriste français. Il est le père de l'avocat et académicien Maurice Garçon (1889-1967).

## Biographie
Docteur en droit de la Faculté de droit de Poitiers en 1877 et agrégé des Facultés de droit en 1880, il devient professeur de droit criminel et de législation pénale comparée à la Faculté de droit de Paris.

## Travaux
- Un Prince allemand physiocrate et ses correspondants, le marquis de Mirabeau et du Pont de Nemours, 1895
- Les Peines non déshonorantes, 1896
- Projet de Code pénal russe, 1896
- Recueil Sirey: Code Pénal, 1901
- 1er Congrès du groupe français de l'Union internationale de Droit pénal, Paris, 1905, 1905
- Le rôle de l'avocat en matière criminelle, 1905
- De la méthode du droit criminel, 1911
- Traité de droit pénal allemand, 1911
- Individualisation de la répression en droit pénal japonais, 1911
- Un peu de l'âme des bandits: étude de psychologie criminelle, 1914
- Le droit pénal: origines — évolution — état actuel, 1922
- Du crime dans ses rapports avec l'Art dramatique et la littérature, 1922
- Art. 464 à 471, § 5, 1930
- Recueil général des lois et des arrêts et Journal du Palais : Codes annotés contenant sous chaque article l'analyse de la doctrine et de la jurisprudence. Code pénal. Art. 471 § 6 à 484, Volumes 2 à 3, 1942
- Code pénal, Volume 3, 1952
- Art. 295 à 401, 1956
- Code pénal, Volume 2, 1956
- Art. 402 à 463, 1959
- Émile Garçon, Code pénal annoté, t. 1 : Articles 1-405, Paris, L. Larose & L. Tenin, 1901
- Émile Garçon, Code pénal annoté, t. 2 : Articles 406-463, Paris, L. Larose & L. Tenin, 1901
- Émile Garçon, Code pénal annoté, t. 3 : Articles 464-471 et 471-484, Paris, L. Larose & L. Tenin, 1906
- Code pénal annoté : Mise à jour au 1e février 1959 des tomes I-II et III et contraventions de police, 1959
- Code de procédure pénale du Canton de Neuchâtel